# Buckhaven
Buckhaven est une ville située dans le Fife, en Écosse. En 2020 la population de Buckhaven est estimée à 4 050 habitants.